# Dații, Horol
Dații (în ucraineană Дації) este un sat în comuna Musiivka din raionul Horol, regiunea Poltava, Ucraina.

## Demografie
Componența lingvistică a localității Dații
     Ucraineană (100%)
Conform recensământului din 2001, toată populația localității Dații era vorbitoare de ucraineană (100%).